# Meghnad Saha

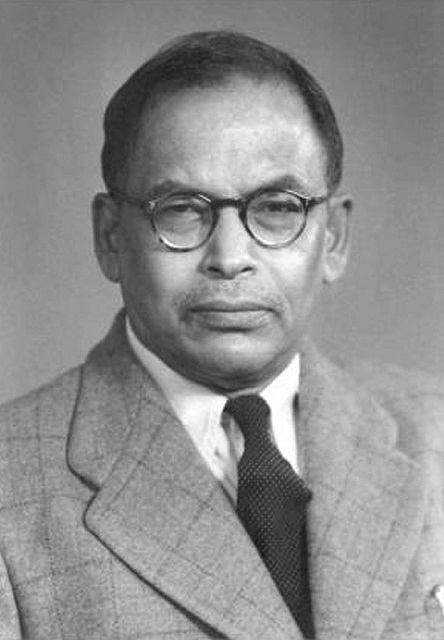
Retrato de Meghnad Saha.

Meghnad Saha (6 de octubre de 1893 – 16 de febrero de 1956) fue un astrofísico de la India, famoso por su desarrollo de la ecuación de Saha, que permite describir las condiciones químicas y físicas en las estrellas.

## Biografía
Meghnad Saha nació en la villa de Shaoratoli cerca de Daca (actualmente Bangladés). Hijo de Jagannath Saha, Meghnad Saha provenía de una familia pobre y debió luchar para progresar en la vida. Su educación inicial la recibe en la Dhaka Collegiate School, y posteriormente concurre al Dhaka College. También cursa estudios en el Presidency College de Calcuta; y es profesor de la Universidad Allahabad desde 1923 hasta 1938, y posteriormente es profesor y Director de la Facultad de Ciencias de la Universidad de Calcuta hasta su fallecimiento en 1956. En 1927 fue nombrado Fellow de la Royal Society. 
Saha tuvo la suerte de contar con destacados profesores y colegas. Durante sus años de formación, Jagadish Chandra Bose, Sarada Prasanna Das y Prafulla Chandra Ray se encontraban en la cima de su carrera. Entre sus colegas se destacan Satyendra Nath Bose, Jnan Ghosh y J. N. Mukherjee. Avanzada su carrera estableció un estrecho vínculo con Amiya Charan Banerjee, un destacado matemático de la Universidad de Allahabad.
En materia religiosa, Saha era ateo.

## Carrera
El trabajo más difundido de Meghnad Saha trata sobre la ionización térmica de los elementos, que lo lleva a formular la que hoy es denominada como la ecuación de ionización de Saha. Esta ecuación es una de las herramientas esenciales en la interpretación de los espectros de las estrellas en el campo de la astrofísica. Estudiando el espectro de las distintas estrellas, es posible determinar su temperatura y a partir de ello mediante la ecuación de Saha, determinar el estado de ionización de los diversos elementos que forman la estrella.
Saha también ayudó a construir varias instituciones científicas, tales como el Departamento de Física de la Universidad de Allahabad y el Institute of Nuclear Physics en Calcuta. Fundó la revista Science and Culture de la cual fue editor hasta su muerte. Además propugnó la fundación de varias sociedades científicas, tales como la National Academy of Science (1930), la Indian Physical Society (1934), el Indian Institute of Science (1935) y la Indian Association for the Cultivation of Science (1944). El Saha Institute of Nuclear Physics, fundado en 1943 en Calcuta, le rinde honores.
Saha inventó un instrumento para medir el peso y la presión de los rayos solares. Además fue director de planificación fluvial de la India. Preparó el plan original para el proyecto del Valle de Damodar.
Sobre sus actividades, Saha mencionó que:

“A menudo los científicos son acusados de vivir en una "Torre de marfil" y no preocuparse por la realidad del mundo que los rodea y excepto por mi asociación con los movimientos políticos durante mis años de juventud, yo viví en una torre de marfil hasta 1930. Pero la ciencia y la tecnología son tan importantes como la ley y el orden en la administración cotidiana. Es por ello que gradualmente me he involucrado en la política ya que he deseado ser útil a mi país en la medida de mis posibilidades.”

## Eponimia
Además de la ecuación que lleva su apellido, se tiene que:
- El cráter lunar Saha lleva este nombre en su memoria.[7]